# Urbano Noris
Urbano Noris è un comune di Cuba, situato nella provincia di Holguín.